# Pierre Charles François Hubert
Pour les articles homonymes, voir Hubert.
Pierre Charles François Hubert (21 mars 1762, Valognes - 14 juillet 1829, Caen), est un homme politique français.

## Biographie
Hubert appartint à la magistrature sous le premier Empire et sous la Restauration. Il était conseiller à la cour impériale de Caen, lorsqu'il fut élu, le 13 mai 1815, par le collège de département du Calvados, avec 41 voix sur 68 votants, représentant à la Chambre des Cent-Jours. Il conserva son siège à la cour de Caen sous les Bourbons, jusqu'à sa mort.